# Élections législatives de 1962 dans l'Ain
Les élections législatives françaises de 1962 se déroulent les 18 et 25 novembre 1962. Dans le département de l'Ain, trois députés sont à élire dans le cadre de trois circonscriptions.

## Élus
| Circonscription | Député sortant   | Parti | Parti | Député élu ou réélu | Parti | Parti |
| --------------- | ---------------- | ----- | ----- | ------------------- | ----- | ----- |
| 1re             | Amédée Mercier   |       | SFIO  | Paul Barberot       |       | MRP   |
| 2e              | Marcel Anthonioz |       | CNIP  | Marcel Anthonioz    |       | RI    |
| 3e              | Émile Dubuis     |       | MRP   | Émile Dubuis        |       | MRP   |

## Résultats

### Résultats à l'échelle du département
| Parti          | Parti                                          | Premier tour | Premier tour | Second tour | Second tour | Sièges |
| Parti          | Parti                                          | Voix         | %            | Voix        | %           | Sièges |
| -------------- | ---------------------------------------------- | ------------ | ------------ | ----------- | ----------- | ------ |
|                | Union pour la nouvelle République (UDT)        | 25 069       | 21,90        | 28 806      | 23,01       | 0      |
|                | Républicains indépendants                      | 14 016       | 12,24        | 20 969      | 16,75       | 1      |
|                | Divers droite (gaulliste)                      | 4 857        | 4,24         | 2 750       | 2,20        | 0      |
|                | Majorité présidentielle                        | 43 942       | 38,39        | 52 525      | 41,95       | 1      |
|                |                                                |              |              |             |             |        |
|                | Mouvement républicain populaire                | 22 922       | 20,03        | 34 857      | 27,84       | 2      |
|                | Centre national des indépendants et paysans    | 5 402        | 4,72         | Retrait     | Retrait     | 0      |
|                | Centre démocratique                            | 28 324       | 24,75        | 34 857      | 27,84       | 2      |
|                |                                                |              |              |             |             |        |
|                | Parti communiste français                      | 20 078       | 17,54        | 21 316      | 17,02       | 0      |
|                | Section française de l'Internationale ouvrière | 14 623       | 12,78        | 16 513      | 13,19       | 0      |
|                | Parti radical                                  | 7 493        | 6,55         | Retrait     | Retrait     | 0      |
|                |                                                |              |              |             |             |        |
| Inscrits       | Inscrits                                       | 199 835      | 100,00       | 199 838     | 100,00      | 3      |
| Abstentions    | Abstentions                                    | 82 745       | 41,41        | 72 037      | 36,05       |        |
| Votants        | Votants                                        | 117 090      | 58,59        | 127 801     | 63,95       |        |
| Blancs et nuls | Blancs et nuls                                 | 2 630        | 2,25         | 2 590       | 2,03        |        |
| Exprimés       | Exprimés                                       | 114 460      | 97,75        | 125 211     | 97,97       |        |

### Résultats par circonscription

#### Première circonscription (Bourg-en-Bresse)
| Candidat       | Candidat               | Parti          | Premier tour | Premier tour | Second tour | Second tour |  |
| Candidat       | Candidat               | Parti          | Voix         | %            | Voix        | %           |  |
| -------------- | ---------------------- | -------------- | ------------ | ------------ | ----------- | ----------- |  |
|                | Paul Barberot élu      | MRP            | 10 300       | 27,39        | 17 839      | 43,06       |  |
|                | Amédée Mercier sortant | SFIO           | 9 987        | 26,56        | 16 513      | 39,86       |  |
|                | René Dusonchet         | UNR-UDT        | 6 744        | 17,94        | 7 080       | 17,09       |  |
|                | Hubert Pernin          | CNIP           | 5 402        | 14,37        | Retrait     | Retrait     |  |
|                | Émile Machurat         | PCF            | 5 169        | 13,75        | Retrait     | Retrait     |  |
|                |                        |                |              |              |             |             |  |
| Inscrits       | Inscrits               | Inscrits       | 67 878       | 100,00       | 67 855      | 100,00      |  |
| Abstentions    | Abstentions            | Abstentions    | 29 471       | 43,42        | 25 683      | 37,85       |  |
| Votants        | Votants                | Votants        | 38 407       | 56,58        | 42 172      | 62,15       |  |
| Blancs et nuls | Blancs et nuls         | Blancs et nuls | 805          | 2,1          | 740         | 1,75        |  |
| Exprimés       | Exprimés               | Exprimés       | 37 602       | 97,9         | 41 432      | 98,25       |  |

#### Deuxième circonscription  (Gex - Nantua)
| Candidat       | Candidat                       | Parti                     | Premier tour | Premier tour | Second tour | Second tour |  |
| Candidat       | Candidat                       | Parti                     | Voix         | %            | Voix        | %           |  |
| -------------- | ------------------------------ | ------------------------- | ------------ | ------------ | ----------- | ----------- |  |
|                | Marcel Anthonioz sortant réélu | RI                        | 14 016       | 35,24        | 20 969      | 47,04       |  |
|                | Marcel Monnier                 | PCF                       | 8 563        | 21,53        | 12 642      | 28,36       |  |
|                | Henri Montmasson               | UNR-UDT                   | 7 702        | 19,36        | 8 212       | 18,42       |  |
|                | Pierres-Charles Boccadoro      | Divers droite (Gaulliste) | 4 857        | 12,21        | 2 750       | 6,17        |  |
|                | Gilbert Coltice                | SFIO                      | 4 636        | 11,66        | Retrait     | Retrait     |  |
|                |                                |                           |              |              |             |             |  |
| Inscrits       | Inscrits                       | Inscrits                  | 68 193       | 100,00       | 68 194      | 100,00      |  |
| Abstentions    | Abstentions                    | Abstentions               | 27 623       | 40,51        | 22 857      | 33,52       |  |
| Votants        | Votants                        | Votants                   | 40 570       | 59,49        | 45 337      | 66,48       |  |
| Blancs et nuls | Blancs et nuls                 | Blancs et nuls            | 796          | 1,96         | 764         | 1,69        |  |
| Exprimés       | Exprimés                       | Exprimés                  | 39 774       | 98,04        | 44 573      | 98,31       |  |

#### Troisième circonscription (Ambérieu-en-Bugey)
| Candidat       | Candidat                   | Parti          | Premier tour | Premier tour | Second tour | Second tour |  |
| Candidat       | Candidat                   | Parti          | Voix         | %            | Voix        | %           |  |
| -------------- | -------------------------- | -------------- | ------------ | ------------ | ----------- | ----------- |  |
|                | Émile Dubuis sortant réélu | MRP            | 12 622       | 34,04        | 17 018      | 43,41       |  |
|                | Michel Vittori             | UNR-UDT        | 10 623       | 28,65        | 13 514      | 34,47       |  |
|                | Jean Saint-Cyr             | Radsoc         | 7 493        | 20,21        | Retrait     | Retrait     |  |
|                | Henri Petitpas             | PCF            | 6 346        | 17,11        | 8 674       | 22,12       |  |
|                |                            |                |              |              |             |             |  |
| Inscrits       | Inscrits                   | Inscrits       | 63 764       | 100,00       | 63 789      | 100,00      |  |
| Abstentions    | Abstentions                | Abstentions    | 25 651       | 40,23        | 23 497      | 36,84       |  |
| Votants        | Votants                    | Votants        | 38 113       | 59,77        | 40 292      | 63,16       |  |
| Blancs et nuls | Blancs et nuls             | Blancs et nuls | 1 029        | 2,7          | 1 086       | 2,7         |  |
| Exprimés       | Exprimés                   | Exprimés       | 37 084       | 97,3         | 39 206      | 97,3        |  |